# كوسميك غايت
كوسميك غايت (Cosmic Gate)  فرقة دي جي ألمانية مختصة في موسيقى الترانس (بالإنجليزية: trance music)‏ تتكون من الثنائي الموسيقي كلوس ترهاوفن (Claus trheoven)  من موايد 1972 و ستيفان بوسيمس (Stephan bossems)  ولد سنة 1967 في كريفلد ،ألمانيا (بالإنجليزية: krefeld)‏. تم تصنيفهم حسب مجلة تصنيف الدي جي في العالم لسنة 2010 (بالإنجليزية: DJ Magazine)‏ في المركز 24 .

## روابط خارجية
- كوسميك غايت على موقع ميوزك برينز (الإنجليزية)
- كوسميك غايت على موقع أول ميوزيك (الإنجليزية)
- كوسميك غايت على موقع ديسكوغز (الإنجليزية)